# Stanisław Bober
Stanisław Bober (ur. 21 marca 1908 w Tłumaczu, zm. 2 lutego 1990 w Opolu) – polski fotografik i malarz. Członek założyciel Stowarzyszenia Miłośników Fotografiki w Opolu (1946). Członek Stowarzyszenia Miłośników Fotografii w Poznaniu (1946). W roku 1952 został przyjęty w poczet członków Związku Polskich Artystów Fotografików.

## Życiorys
Urodził się w mieszanej rodzinie polsko-ormiańskiej; matka Helena z Dawidowiczów pochodziła z rodziny ormiańskiej, ojciec był Polakiem, ale zafascynowany tą kulturą zażyczył sobie być pochowany na cmentarzu ormiańskim. Związki rodzinne z Ormianami ułatwiły Stanisławowi Boberowi, po wczesnej śmierci ojca, uzyskanie stypendium Zakładu Naukowego im. dr. Józefa Torosiewicza we Lwowie. Po ukończeniu gimnazjum Bober rozpoczął naukę we lwowskim Instytucie Sztuk Plastycznych, uzyskując dyplom w 1936. Odbył również kurs fotografiki na Politechnice Lwowskiej u Adama Lenkiewicza, a także kursy z pedagogiki, reklamy i handlu. Uzyskane uprawnienia pozwoliły mu na podjęcie pracy nauczyciela. Początkowo uczył w Kołomyi liternictwa i fotografiki, następnie w Stanisławowie techniki reklamy oraz fotografiki reklamowej w tamtejszym Gimnazjum Kupieckim. W 1938 uzyskał I nagrodę w konkursie fotograficznym tygodnika „As”.
Okres okupacji przeżył w Stanisławowie, pracując w wyuczonych zawodach. 18 lipca 1945, w wyniku zmiany granic państwowych i wysiedleniu Polaków ze wschodnich ziem, przyjechał do Opola, gdzie osiedlił się na stałe. Włączył się aktywnie w nurt życia kulturalnego powojennego miasta, biorąc udział w organizacji teatru (z którym współpracował jako dekorator i okazjonalnie aktor), prowadząc zajęcia w Ognisku Kultury Plastycznej, współtworząc oddział Związku Zawodowego Polskich Artystów Plastyków i kierując pracownią fotografii artystycznej w Powiatowym Domu Kultury. Zawodowo pracował jako nauczyciel liternictwa w Gimnazjum Spółdzielczym.
Zajmował się także pracą artystyczną. Tworzył fotografie, projekty plakatów, okładek i pocztówek, ilustracje, plansze wystawowe, obrazy, grafiki. Miał 18 indywidualnych wystaw, w tym dwie w ZSRR i po jednej w Kanadzie i Australii. Recenzentka Krystyna Zienkiewicz tak charakteryzowała jego twórczość (Stanisław Bober, fotografia-malarstwo. 60-lecie pracy twórczej, Opole, wrzesień 1987): „Sztuka Bobera nie jest modna, nie nawiązuje do współczesnych malarstwu czy fotografii problemów. Najistotniejszą jej cechą jest szczerość i prostota wprost niezwykła (...) Również fotografia nie jest przeznaczona dla znawców, ale dla wszystkich. Podoba się, bo jest fotografią tradycyjną, czystą, bez wtrętów malarskich, graficznych, bez udziwnień. Pragnie ona poza samą rzetelnością i umiejętnością warsztatową ujawniać i utrwalać te zjawiska, które można pokazać i uchwycić kamerą”.
Stanisław Bober był po wojnie nadal aktywny w środowisku polskich Ormian. W Opolu osiadła grupa stanisławowskiej inteligencji ormiańskiej, skupiona wokół odtwarzanej parafii obrządku ormiańskiego i ks. Kazimierza Filipiaka. Bober stworzył m.in. cykl Portrety Ormian polskich (180), obraz katedry ormiańskiej w Ani, reprodukcje zdjęć świątyń obrządku ormiańskiego archidiecezji lwowskiej, ilustracje do publikacji O muzyce armeńskiej (1979). Uczestniczył w pierwszym zjeździe Ormian polskich w 1980. Gromadził wydawnictwa ormiańskie i o tematyce ormiańskiej. Więzy ormiańskie podtrzymywał także w życiu rodzinnym, dzięki żonie Marii z Dawidowiczów, z którą miał troje dzieci – syna i dwie córki.
Poza wspomnianym wyróżnieniem w konkursie fotograficznym przed II wojną światową był laureatem m.in. nagrody specjalnej na VI Konkursie Fotografii Turystycznej w Warszawie (1953), nagrody w konkursie „Śląsk Opolski” (1963), nagrody w konkursie fotograficznym „Malbork” (1976). Otrzymał Krzyż Kawalerski Orderu Odrodzenia Polski (1975), a także medale pamiątkowe „25 lat wyzwolenia Opola” (1971) czy im. Józefa Nikorowicza (1983).